# 比肯博伊尔
比肯博伊尔是德国莱茵兰-普法尔茨州的一个市镇。总面积4.76平方公里，总人口460人，其中男性225人，女性235人（2011年12月31日），人口密度97人/平方公里。